# Tay rock Bocchi!
Tay rock Bocchi! (Nhật: ぼっち・ざ・ろっく! Hepburn: Botchi za Rokku!) là một bộ anime truyền hình thuộc thể loại hài kịch, đời thường, âm nhạc ra mắt vào năm 2022 do Saitō Keiichirō làm đạo diễn, dựa trên ấn phẩm manga cùng tên của tác giả Hamaji Aki. Phim do hãng CloverWorks sản xuất và được phân phối bởi Aniplex. Kerorira phụ trách thiết kế nhân vật bộ phim kiêm tổng đạo diễn hoạt họa. Phiên bản mùa thứ 2 của bộ phim đang trong quá trình sản xuất.

## Nhân vật
| Nhân vật                                             | Lồng tiếng       |
| ---------------------------------------------------- | ---------------- |
| Gotō Hitori (後藤 ひとり?) / Bocchi (ぼっち Botchi?) | Aoyama Yoshino   |
| Ijichi Nijika (伊地知 虹夏?)                         | Suzushiro Sayumi |
| Yamada Ryō (山田 リョウ?)                            | Mizuno Saku      |
| Kita Ikuyo (喜多 郁代?)                              | Hasegawa Ikumi   |

## Sản xuất

### Phát triển
Kerorira vốn là một người hâm mộ cuồng nhiệt của manga Bocchi the Rock!. Anh đã mong muốn góp sức vào dự án chuyển thể anime từ trước khi nhận được lời mời tham gia. Do đó, Kerorira đã dành nhiều thời gian tìm kiếm thông tin về tác phẩm. Tháng 6 năm 2019, vị đạo diễn có dịp gặp gỡ Umehara Shōta (nhà sản xuất của CloverWorks). Trong buổi trò chuyện, Kerorira đã hỏi Umehara liệu anh có hay biết gì về dự án chuyển thể anime của bộ truyện không. Ngay sau đó, Umehara đã gọi điện thoại cho Fukushima Yūichi (giám đốc điều hành của CloverWorks) để xác nhận. Trùng hợp, cùng thời điểm đó, Takayama Mikihiro (nhân viên thuộc công ty mẹ Aniplex) đã đề xuất chuyển thể với CloverWorks. Vì vậy, đội ngũ của Umehara đã tự ứng cử tham gia quá trình sản xuất và khởi động dự án anime.
Bộ phim được thực hiện với sự hợp tác của hai công ty: Aniplex và Houbunsha. Aniplex chịu trách nhiệm lên kế hoạch, quảng bá, sản xuất hoạt họa và âm nhạc. Trong khi đó, Houbunsha sở hữu bản quyền gốc của anime và đảm nhận việc xuất bản nguyên tác. Saitō Keiichirō đảm nhận vai trò đạo diễn cho loạt anime truyền hình đầu tay này theo mong muốn của Kerorira. Vì có mối quan hệ và hiểu rõ năng lực của vị đạo diễn từ dự án trước, Umehara đã chủ động mời anh tham gia. Umehara lựa chọn các vị trí khác trong ê-kíp dựa trên sự phù hợp và lịch trình làm việc của từng thành viên. Umehara từng tham gia các tác phẩm của tạp chí Manga Time Kirara tại xưởng phim cũ của anh – Doga Kobo. Do đó, đội ngũ sản xuất còn có sự góp mặt của Fujiwara Yoshiyuki – người đã từng cộng tác với Umehara, cùng với Yamazaki Jun và Horiguchi Yukiko đảm nhận phần minh họa mở đầu. Mối quan hệ giữa Umehara và Yoshida Erika trong bộ anime điện ảnh Omoi, Omoware, Furi, Furare (2020) đã thúc đẩy đề xuất lựa chọn cô làm biên kịch loạt phim từ phía Aniplex. Sau khi xem qua các tác phẩm trước đây của Yoshida, đạo diễn Saitō đã quyết định mời cô tham gia dự án. Vì vậy, cô phụ trách viết kịch bản cho toàn bộ các tập phim. Yoshida hoàn thành bản thảo đầu tiên của tập 1 vào ngày 13 tháng 12 năm 2020.
Nhằm đáp ứng yêu cầu vẽ tay các cảnh biểu diễn trong phim theo ý kiến của Aniplex, đội ngũ sản xuất cần xây dựng hướng dẫn về CG để phác họa thủ công. Điều này đòi hỏi người thực hiện phải có kiến thức chuyên môn về cả phác họa thủ công lẫn CG, vì vậy Umehara đã liên hệ với Kawakami Yūsuke để mời ông làm đạo diễn phân cảnh hòa nhạc. Trong khi đó, công đoạn hỗ trợ thiết kế nhân vật phụ và trang phục thường ngày do Takahashi Saki chịu trách nhiệm. Ngoài ra, dàn nhân viên sản xuất còn có sự góp mặt của đạo diễn Keisuke Shinohara, nhà thiết kế nhân vật tổng quát Ishida Kazumasa, và hoạt họa Yamamoto Yūsuke. Nhiều nhân viên của hai dự án trên tham gia sản xuất trong vai trò họa sĩ diễn hoạt, đạo diễn tập phim như Saitō, hay Kerorira. Hệ thống sản xuất của tác phẩm tập trung vào đội ngũ trẻ ở độ tuổi từ 20 đến đầu 30 như Kawakami, bên cạnh các thành phần chủ chốt, họa sĩ diễn hoạt, và dàn nhân viên đến từ từng bộ phận. Nhờ phần lớn nhân viên đều tham gia cả 3 tác phẩm [của Cloverworks], dự án sở hữu một đội ngũ có thể hợp tác chặt chẽ, tạo nên sự khác biệt so với các bộ anime khác thường phải giải tán cơ sở sản xuất sau mỗi dự án. Đội ngũ nội bộ phụ trách Đồng phục thủy thủ của Akebi của CloverWorks chịu trách nhiệm thực hiện phần thiết kế bối cảnh, thiết kế và hoàn thiện phần màu, cũng như xử lý quay phim cho dự án dưới sự dẫn dắt của Yokota Asuka và Moriyasu Yasunao. Boundary (công ty sản xuất CG trực thuộc Aniplex) thực hiện phần 3DCGI. Việc thực hiện toàn bộ phần thiết kế bối cảnh, xử lý quay phim trong nội bộ giúp nâng cao tỷ lệ nội bộ hóa cho khâu hoàn thiện, thiết kế, quay phim và CG, tạo điều kiện thuận lợi cho việc phối hợp trong quá trình sản xuất.

### Lồng tiếng
Tác giả gốc Hamaji Aki đã tham gia vào quá trình tuyển chọn diễn viên. Khi các nhân viên trong đoàn có ý kiến trái chiều, họ sẽ dựa vào ý kiến của Hamaji để đưa ra quyết định. Đội ngũ sản xuất đã tổ chức thử giọng hát ở vai diễn Kita để đánh giá cả tính cách Kita và khả năng ca hát của diễn viên. Sau vòng tuyển chọn qua băng ghi âm, các diễn viên sẽ tham gia vòng thi thử giọng trực tiếp tại trường quay dưới hình thức đối đáp. Ngoài ra, đội ngũ sản xuất phim còn yêu cầu các diễn viên tham gia thử vai quay một đoạn video dài một phút để chia sẻ suy nghĩ của họ. Aoyama Yoshino được chọn vào vai nữ chính Gotō Hitori. Nhìn lại thời học sinh, Aoyama nhận ra rằng bản thân từng là một người hướng nội. Do đó, trong buổi thử vai, thay vì tập trung thể hiện một người hướng nội, Aoyama đã chọn thể hiện con người thật của mình trước đây. Nguyên tác của loạt phim là một bộ manga của Manga Time Kirara, vì vậy Mizuno nhận được lời khuyên từ phía Aniplex rằng cô nên lồng tiếng Ryō một cách dễ thương. Tuy nhiên, trong tưởng tượng của cô, Ryō không hề dễ thương mà sở hữu hình tượng khác biệt. Nhận thức được cô bé không hoàn toàn thiếu đi sự dễ thương, nhưng nữ seiyū tin rằng chất giọng cô lựa chọn là hoàn hảo nhất cho nhân vật này. Do đó, cô đã chọn thể hiện hình tượng Ryo theo cách riêng của mình trong buổi thử giọng.
Aoyama chia sẻ rằng trong số các nhân vật mà cô từng lồng tiếng, Hitori là nhân vật mà cô có nhiều điểm đồng cảm nhất. Nhờ vậy, Aoyama vận dụng hiệu quả kinh nghiệm của bản thân và cô cảm thấy rất vui khi được hóa thân vào Hitori. Tay rock Bocchi! cũng là tác phâm đầu tiên Aoyama đảm nhận vai diễn có nhiều thoại. Ngoài ra, nữ diễn viên lồng tiếng còn khám phá ra một khía cạnh mới trong diễn xuất của cô là cảm giác “nói chuyện khi nhìn xuống sàn nhà” – điều mà trước đây cô chưa từng thử qua trong suốt sự nghiệp lồng tiếng. Để thể hiện trọn vẹn vai diễn, cô đã phối hợp chặt chẽ với đạo diễn âm thanh, tập trung vào nhịp độ dồn dập của lời thoại và cố gắng thể hiện nhân vật theo nhiều cách khác nhau. Nhằm tăng tính giải trí, Aoyama đã cân nhắc sử dụng nhiều giọng điệu khác nhau trong tác phẩm, vì theo cô con người luôn có cách suy nghĩ đầy đa dạng. Trong quá trình diễn xuất, Hasegawa luôn tập trung vào sự tận tâm của Kita với những gì cô bé yêu thích, sự quyết tâm theo đuổi những điều cô đam mê, và thái độ tích cực, dũng cảm tiến lên phía trước. Còn với nhân vật Nijika, Suzushiro đặt ra mục tiêu truyền tải trọn vẹn tinh thần phóng khoáng của cô bé. Bên cạnh đó, Nijika còn là một nhân vật sở hữu bản chất nhân văn thể hiện qua từng câu thoại, điều này đã tạo ra thách thức cho nữ seiyū trong việc thu âm. Ban đầu, Mizuno gặp lúng túng khi thể hiện những phân đoạn "bùng nổ" của Yamada. Vô thức, cô đã kìm nén cảm xúc trong khi diễn xuất. Tuy nhiên, càng về sau, Mizuno nhận ra rằng cô có thể bộc lộ nhiều hơn. Nhờ vậy, cô đã phá vỡ rào cản và nhập vai những phân đoạn "bùng nổ".
Về phần ca hát, Hasegawa Ikumi không thể hiện Kita theo cách hát một bài hát của nhân vật, mà tập trung vào việc trình bày những khía cạnh hay nhất của ban nhạc Đoàn kết. Do đó, khi thể hiện bài hát, Aoyama tập trung vào chất giọng của "nữ sinh hát hay" kết hợp giữa Hasegawa và Kita, đồng thời chú trọng vào giai điệu và ca từ hơn là thể hiện tính cách của Kita. Bản thân điều này đã phản ánh một thực tế rằng ngay cả những nghệ sĩ chuyên nghiệp vẫn thường mang một chất giọng khác biệt khi hát so với khi nói.

### Chỉ đạo
Về phần chỉ đạo, đạo diễn Saitō luôn cẩn trọng để đảm bảo giao tiếp giữa Hitori và các nhân vật khác không trở nên quá suôn sẻ. Ngay cả khi Hitori chìm đắm trong thế giới riêng giữa chừng cuộc trò chuyện, các nhân vật khác vẫn tiếp tục chuyện trò như bình thường. Saitō đã phối hợp với biên kịch Yoshida để kiểm soát nội dung ngay từ giai đoạn viết kịch bản. Ông còn tỉ mỉ thực hiện quá trình chuyển thể từ kịch bản sang bảng phân cảnh, đồng thời chú trọng phân biệt rõ ràng lời thoại của Hitori: đâu là thông tin dành cho người xem, đâu chỉ là âm thanh nền. Nhờ vậy, cấu trúc cảnh quay được sắp xếp hiệu quả.
Ngoài nội dung đề cập ở trên, cấu trúc của anime còn chú trọng đến việc xây dựng câu chuyện hoàn chỉnh cho từng tập, bao gồm cách sắp xếp phần mở đầu, kết thúc và nút thắt của mỗi tập. Tác giả manga Hamaji tham gia vào quá trình giám sát thiết kế nhân vật, bối cảnh, nhạc cụ, cấu trúc toàn bộ tập phim, bên cạnh các cuộc thảo luận về kịch bản và lồng tiếng. Về phần thiết kế, Hamaji giám sát các khía cạnh, nhưng về mặt cấu trúc, ngoài việc chia sẻ quan điểm "không sử dụng các biểu hiện chê bai" và "không tạo ra nhân vật phản diện", Hamaji tin tưởng vào đội ngũ sản xuất và không có yêu cầu cụ thể nào về cấu trúc và kịch bản từ phía tác giả gốc. Quá trình giám sát và sản xuất chủ yếu diễn ra dưới hình thức Hamaji trả lời các câu hỏi từ đội ngũ sản xuất. Tuy nhiên, về phần âm nhạc và nhạc phim, Hamaji và Instant (cố vấn âm nhạc của nguyên tác) phối hợp với nhóm âm nhạc của Aniplex để thực hiện sản xuất và tham gia sâu vào các cảnh hòa nhạc. Đặc biệt, về phần nhạc, Hamaji tự mình kiểm tra kỹ lưỡng, tham gia vào quá trình thu âm thử và thu âm giọng hát chính để cùng Instant phối hợp với đội ngũ sản xuất nhằm hoàn thiện tác phẩm theo hình ảnh âm nhạc mà cô mong muốn.
Là một đạo diễn xuất thân từ họa sĩ diễn hoạt, Saitō đặc biệt chú trọng đến chuyển động trong phim. Anh hướng đến việc thể hiện rõ nét tính cách nhân vật thông qua bố cục, tư thế và diễn xuất trong các phân cảnh của phim. Mặc dù Umehara từng e ngại rằng bộ phim có thể đang đi trớn, nhưng trước sự tâm huyết của Saitō, ông đành bất lực để cho vị đạo diễn tự do sáng tạo. Saitō đã đảm nhận vẽ bảng phân cảnh cho 4 tập, đạo diễn 2 tập và chỉ đạo phần mở đầu cho phim. Phần kết thúc phim do Suzuki Haruka chịu trách nhiệm dưới vai trò sản xuất của Pie in the sky theo mong muốn của Saitō. Ban đầu, Saitō dự định sẽ tự mình chỉ đạo toàn bộ các cảnh quay biểu diễn trực tiếp. Tuy nhiên, do quá trình sử dụng công nghệ mocap đòi hỏi phải tiến hành tiền sản xuất từ rất sớm, cùng với lịch trình dày đặc, việc ông đảm nhiệm toàn bộ công việc là không thực tế. Vì vậy, Kawakami Yusuke và Saitō đã thống nhất chia sẻ công việc đạo diễn cho nhau.

### Hoạt họa
Ban đầu, Kerorira xây dựng tạo hình nhân vật trong phim với nhiều nét vẽ và chi tiết tỉ mỉ. Tuy nhiên, sau khi Saitō đề xuất thay đổi hướng thiết kế để chú trọng vào chuyển động, anh đã đơn giản hóa phần tạo hình bằng cách giảm bớt số lượng nét vẽ và phối màu. Qua đó còn tối ưu khả năng chuyển động mượt mà cho bộ phim giúp giảm bớt phần việc cho các họa sĩ diễn hoạt. Theo chia sẻ từ phía Kerorira, anh đã sử dụng hình ảnh minh họa ở đầu tập 3 của bộ manga nguyên tác (ra mắt trong thời gian sản xuất phim chuyển thể) làm tài liệu tham khảo chính cho thiết kế tổng thể của anime.
Ngoài việc đảm nhận vai trò thiết kế nhân vật và đạo diễn hoạt họa cho Tay rock Bocchi!, Kerorira còn đóng góp vào tác phẩm với tư cách là họa sĩ diễn hoạt chính trong suốt quá trình sản xuất. Ở tập 1, anh đã trực tiếp thực hiện phân đoạn đầu phim, đóng vai trò định hướng phong cách cho các phân cảnh tiếp theo. Khác với quy trình thông thường, bộ phim sử dụng bản vẽ hoạt họa chủ chốt của Kerorira làm chuẩn nhưng cho phép mỗi họa sĩ diễn hoạt thể hiện cá tính riêng, tạo sự đa dạng trong phong cách nghệ thuật. Nhằm bảo tồn nét vẽ đặc trưng của từng họa sĩ trong quá trình chỉnh sửa, một số cảnh quay nhân vật trong phim đã giữ nguyên phong cách của các họa sĩ đã tham gia sản xuất hoạt họa. Mặc dù thông thường các họa sĩ tham gia nhiều tập phim cũng chỉ đảm nhận tối đa 100 khung hình, Kerorira lại là một ngoại lệ. Anh đã tự tay vẽ hoạt họa chủ chốt cho gần 600 cắt cảnh trong toàn bộ tác phẩm, tương đương với khối lượng công việc của hai tập phim.
Để tạo dựng các cảnh hòa nhạc, đoàn làm phim thực hiện việc ghi hình màn trình diễn của diễn viên, sau đó dựa trên các thước phim để vẽ và hoàn thiện cắt cảnh. Bước đầu tiên, đội ngũ sản xuất sẽ tiến hành buổi tập dượt ghi hình chuyển động theo kịch bản và bản nhạc demo đã được chuẩn bị sẵn. Dựa trên nội dung độc thoại và lời thoại trong kịch bản, đồng thời cân nhắc sự cân bằng với cao trào của bài hát, đạo diễn sẽ cùng thảo luận với ê-kíp để xây dựng diễn biến tâm lý và cảm xúc cho từng thành viên ban nhạc. Trong quá trình ghi hình, Saitō đóng vai trò trong việc hướng dẫn diễn viên cách thể hiện từng nhân vật. Phía đội ngũ sản xuất đã ghi lại toàn bộ quá trình tập luyện bằng camera cố định. Sau đó, Kawakami và Saitō sử dụng video quay được để dựng bảng phân cảnh trong vòng 1 tuần.
Công đoạn sản xuất mocap còn có sự tham gia giám sát của đội ngũ sáng tác nguyên tác. Phía đội ngũ sản xuất đã lồng ghép những góp ý của tác giả về cử chỉ và hành động của các nhân vật chuyển động trong phim. Instant cũng thực hiện một số thay đổi đối với cấu trúc của các phân cảnh biểu diễn để tạo nên một dòng chảy độc đáo chỉ có ở anime. Solid Cube đảm nhận vị trí diễn viên mocap và đồng thời là đơn vị tuyển chọn các thành viên có khả năng biểu diễn cho dự án. Đội ngũ âm nhạc Aniplex cũng tham gia giám sát chặt chẽ quá trình ghi hình mocap và góp ý từ góc nhìn thực tế của một buổi biểu diễn trực tiếp.
Quá trình sản xuất hoạt họa ở các cảnh hòa nhạc trong phim đã diễn ra theo hai bước. Đầu tiên, các diễn viên sử dụng mocap ghi lại chuyển động, dựa trên video tham khảo do Kawakami cung cấp vào buổi sáng. Sau khi thu thập dữ liệu mocap, đội ngũ sản xuất tiến hành thiết lập bố cục cho CG thông qua camera ảo vào buổi chiều dưới dạng một video đơn giản, trong đó dữ liệu thu thập được chuyển đổi sang mô hình 3D giả lập của nhân vật. Kawakami Yusuke và Uchimura Hiroaki (đạo diễn CG phần hòa nhạc) đã phối hợp thực hiện công đoạn hoàn thiện màn ảnh. Công ty Exsa phụ trách các khâu sản xuất CG cho phần hòa nhạc sử dụng công nghệ mocap (mô hình CG đơn giản và bố cục CG). Sau khi hoàn tất thiết kế màn ảnh 3DCG, nhóm họa sĩ diễn hoạt phân cảnh biểu diễn dưới sự dẫn dắt của Yuki Ito sẽ thực hiện vẽ lại toàn bộ các cắt cảnh thành bản vẽ gốc thủ công, bao gồm cả bố cục.
Trong phần đầu màn trình diễn trực tiếp của tập 5, Kawakami đã tập trung vào việc thể hiện chi tiết cảm xúc của nhân vật. Khác với phong cách trước đây chú trọng vào tốc độ cao và sử dụng không gian, vị đạo diễn nhận ra rằng điều mà ông muốn theo đuổi là "buổi biểu diễn trực tiếp bùng nổ cảm xúc". Ngoài ra, ông còn sử dụng kỹ thuật camera ảo đặt gần nhân vật để tạo cảm giác chân thực như đang diễn xuất trực tiếp cho người xem. Để thể hiện hình ảnh loa rung chuyển và âm thanh mạnh mẽ của Hitori khi biểu diễn, đạo diễn đã sử dụng hai cắt cảnh cho hình ảnh loa. Tiếp theo, khung hình chuyển sang những chai nước dao động theo âm thanh. Mở đầu phân cảnh là hình ảnh livehouse, một không gian mới mẻ với khán giả, rồi dần tập trung vào nội tâm của nữ chính. Khi cảm xúc của Hitori dành cho những người xung quanh dâng trào, cô bé dậm chân mạnh mẽ và bộc phát cảm xúc. Vì vậy, ông xem phân cảnh trong tập 5 như một cảnh hành động thay vì một phân cảnh biểu diễn trực tiếp thông thường. Ban đầu, Kawakami đã thêm hiệu ứng tia sét vào buổi biểu diễn. Tuy nhiên, sau khi xem xét kỹ lưỡng, ông nhận thấy hiệu ứng có vẻ "quá lố". Do đó, vị đạo diễn đã quyết định loại bỏ hiệu ứng tia sét.
Theo Kawakami, ý tưởng cho buổi hòa nhạc ở tập 6 khá tương đồng với tập 5, tuy nhiên vì bài hát đầu tiên trong tập phim là một bản nhạc không lời nên việc thể hiện gặp nhiều khó khăn. Ông đã tận dụng đoạn ngắt quãng làm điểm nhấn để tạo nên sự thay đổi trong mạch truyện. Trong khi đó, đạo diễn Fujiwara Yoshiyuki đã kết nối nhuần nhuyễn giữa các cảnh đời thường và cảnh biểu diễn của tập 6. Ban đầu, đội ngũ sản xuất dự định sử dụng mocap để hiện thực hóa buổi diễn của Sick Hack trong tập 10. Tuy nhiên, do chi phí quá cao, Umehara và Kawakami đã buộc phải từ bỏ phương án.

### Âm nhạc

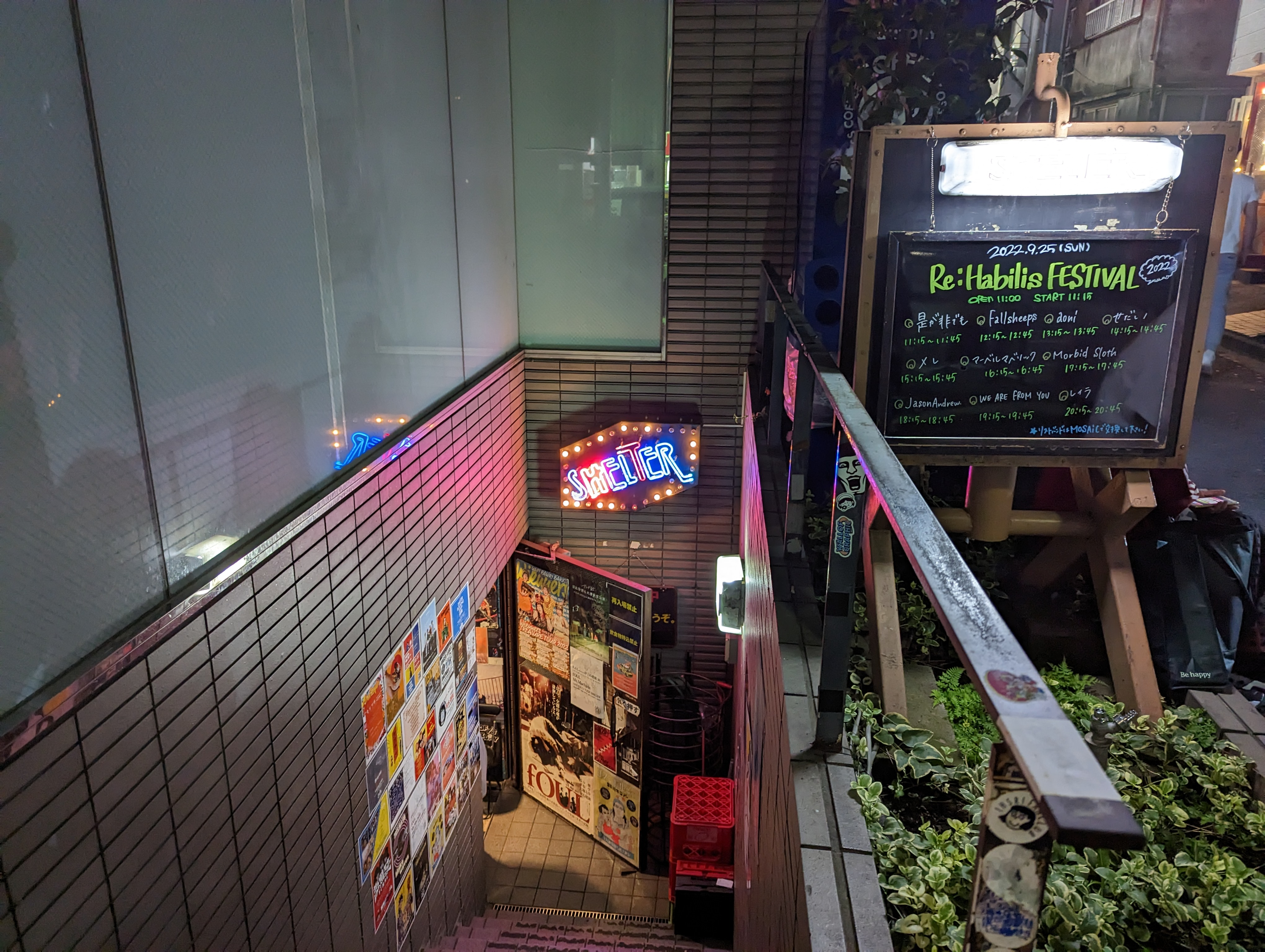
Livehouse Shelter tọa lạc ở Shimokitazawa, là nguyên mẫu cho Starry hư cấu – bối cảnh chính của tác phẩm.

Aniplex chịu trách nhiệm sản xuất khâu âm nhạc của bộ phim. Mitsui Ritsuo đảm nhận biên khúc hầu hết nhạc hiệu và nhạc phim. Nhiều nghệ sĩ đã tham gia vào phần sáng tác và viết lời, như Higuchi Ai, Otoha, Taniguchi Maguro, Nakajima Ikkyu, Zaq, và Kusano Kayoko. Tổng cộng, phía Aniplex đã sản xuất 14 bài hát, bao gồm những ca khúc không xuất hiện trong anime. Nhà soạn nhạc và nhân viên âm nhạc tham gia dự án nhiều phần liên quan đến livehouse "Shimokitazawa Shelter", hoặc có quan hệ với âm nhạc tại Shimokitazawa.
Okamura Gen đảm nhận vị trí đạo diễn âm nhạc của tác phẩm. Khâu biểu diễn của ban nhạc Đoàn kết quy tụ Hitai Osamu đảm nhận phần trống, Takama Yuichi chơi bass, akkin và Mitsui Ritsuro phụ trách guitar. Okamura đã tận dụng mối quan hệ của mình để tập hợp các thành viên cho ban nhạc. Nhờ có kiến thức sâu rộng về âm thanh của một ban nhạc, Mitsui nhận nhiệm vụ cải biên cho nhiều bài hát trong tác phẩm. Về âm nhạc trong phim, tác giả Hamaji và Instant đã cùng nhau thảo luận để đưa ra định hướng. Quá trình sáng tác nhạc bắt đầu từ năm 2019. "Love Song ga Utaenai" là ca khúc đầu tiên hoàn thiện đầu tiên và góp mặt trong album. Cùng thời điểm đó, "Hitoribocchi Tokyo" hoàn tất khâu sáng tác và trở thành bài hát b-side cho đĩa đơn "Seishun Complex". Hai bài hát đóng vai trò như tiêu chuẩn định hình phong cách âm nhạc cho tác phẩm và được chia sẻ trong đội ngũ sản xuất. Vì vậy, cả hai đều không xuất hiện trong phim. Quá trình sản xuất âm nhạc bắt đầu từ việc xác định hình ảnh chung của một "ban nhạc nữ Shimokitazawa" giữa đội ngũ sản xuất nguyên tác và đội ngũ sản xuất âm nhạc. Sau đó, các nhạc sĩ gắn liền Shimokitazawa nhận lời mời tham gia dự án và cùng nhau định hình phong cách âm nhạc cho tác phẩm. Bản thân Okamura thời trẻ cũng thường lui tới "Shimokitazawa Shelter", điều này ảnh hưởng lớn đến việc lựa chọn người phụ trách sáng tác nhạc.
Ba nhạc sĩ Otoha, Ai Hino và Zaq nhận nhiệm vụ sáng tác lời bài hát mở đầu và nhạc phim cho anime. Phía đội ngũ sản xuất đã cung cấp cho họ thông tin về bối cảnh và ý tưởng của tác phẩm trước khi bắt đầu sáng tác. Cả ba đều đã đọc nguyên tác manga và nắm bắt phần nào ý tưởng chung. Hai bài hát "Guitar to Kodoku to Aoihoshi" và "Ano Band" góp mặt trong phim đều là tên bài hát xuất hiện trong tập 1 của nguyên tác. Ê-kíp sản xuất đã cân nhắc nhiều ý tưởng cho ca khúc kết thúc phim, bao gồm cover các bài hát của Asian Kung-Fu Generation (những bài hát đã ảnh hưởng đến ý tưởng của nguyên tác) hoặc sử dụng tất cả các bài hát của ban nhạc Đoàn kết. Cuối cùng, để mang đến cho người xem những bản nhạc đặc trưng của nhóm Đoàn kết, đội ngũ quyết định kết hợp cả hai ý tưởng: mời các nghệ sĩ hàng đầu sáng tác nhạc mới cho ban nhạc qua giọng hát của các nhân vật, đồng thời cover các bài hát của Asian Kung-Fu Generation. Phía Aniplex đã liên lạc với Asian Kung-Fu Generation và công ty quản lý của nhóm. Sau khi giải thích chi tiết về nguyên tác và chuyển thể anime, đơn vị đã nhận được sự đồng ý từ ban nhạc.

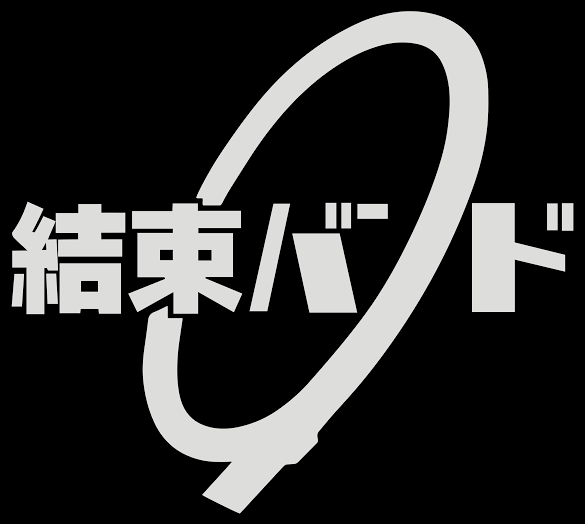
Biểu trưng ban nhạc Đoàn kết.

Về mặt âm thanh, tác phẩm sử dụng hai cây guitar, bass và trống. Âm thanh guitar được phối sao cho từ kênh bên phải người nghe có thể cảm nhận tiếng guitar lead của Hitori, trong khi kênh bên trái mang đến âm thanh guitar của Kita. Quá trình thu âm hạn chế tối đa sự chồng chéo. Mặc dù có thêm âm sắc ở phần điệp khúc, bản nhạc vẫn hạn chế sử dụng các âm thanh khác ngoài 4 nhạc cụ chính. Để bù đắp cho sự thiếu hụt âm thanh, đội ngũ đã sử dụng 5 bộ khuếch đại cùng với việc điều chỉnh chi tiết. Okamura đóng vai trò quan trọng trong việc giám sát các chi tiết nhỏ như vị trí đặt micro, hiệu ứng và hệ thống dây dẫn. Anh hợp tác chặt chẽ với nhà soạn nhạc Mitsui để hoàn thiện bản thu âm.
Để thể hiện cảm xúc căng thẳng của các thành viên ban nhạc ở ca khúc "Guitar to Kodoku to Aoihoshi" trong tập 8, đoàn làm phim đã thu âm theo hai bản: "OK" và tâm trạng áp lực. Đặc biệt, đội ngũ đã thu âm phần trống lệch nhịp, ảnh hưởng đến nhịp điệu guitar của Hitori và bass của Yamada, dẫn đến việc Kita đánh sai nhịp. Đoạn hát thu âm cùng lúc với phần lồng tiếng thay vì thu âm riêng. Bài hát thứ hai "Ano Band" thu âm lại giọng hát ở phòng thu khác để thể hiện sự tiến bộ của các thành viên sau khi vượt qua áp lực ở bài hát đầu tiên. Bài hát "Seiza ni Naretara" ở tập thứ 12 thu âm trực tiếp tại phòng thu với cây đàn guitar bị đứt dây, mô phỏng kỹ thuật chơi "bottleneck" của Hitori trong phim. Bản thu này khác với bản đĩa đơn đã phát hành. Do dây đàn thứ nhất bị đứt, Ritsuo Mitsui đã soạn lại bài hát để có thể chơi mà không cần sử dụng dây 1. Bản thu âm đĩa đơn và album đều giữ nguyên phần độc tấu guitar ban đầu của Hitori. Tương tự, nhạc hiệu tập cuối "Wasurete Yaranai" cũng khác với bản thu âm trong album. Bản thu âm dùng trong phim giữ lại những tiếng ồn thường bị loại bỏ, bao gồm tiếng ồn từ bộ khuếch đại khi không chơi nhạc cụ.
Tập cuối cùng của anime mang tên "Ánh sáng buổi sáng rọi vào em" đã sử dụng bản hát lại bài hát "Korogaru Iwa, Kimi ni Asa ga Furu" từ ban nhạc Asian Kung-Fu Generation. Ý tưởng cover xuất phát từ tác giả Hamaji. Bà lựa chọn bài hát này vì cảm nhận được sự đồng điệu với nhân vật chính Hitori Gotō. Ban đầu, Hamaji đề xuất bài hát là bản hát lại của ban nhạc Đoàn kết, không liên quan đến nhạc phim. Tác phẩm sử dụng cùng tiêu đề bài hát cho tập 1 và tập cuối. bản hát lại tập trung vào giọng hát của Hitori. Tiếng thở của Hitori khi hát "ah" trải qua quá trình điều chỉnh kỹ lưỡng để tái tạo. Nhóm nhạc Asian Kung-Fu Generation đã đăng tải lời nhắn trên trang mạng xã hội chính thức để chúc mừng bản hát lại.

### Chuyển thể
Bocchi the Radio! là một chương trình phát thành lên sóng trên kênh YouTube của Aniplex và trang web Onsen từ ngày 7 tháng 9 năm 2022. Chương trình do Aoyama Yoshino – seiyū của nhân vật Gotō Hitori, đảm nhận vị trí dẫn dắt. Tham gia cùng cô là các diễn viên lồng tiếng cho các nhân vật khác trong phim, bao gồm Suzushiro Sayumi, Mizuno Saku, và Hasegawa Ikumi với vai trò khách mời luân phiên. Ngày 1 tháng 8 năm 2023, tập đầu tiên của chương trình đã chạm mốc 1 triệu lượt xem trên nền tảng YouTube.
Ngày 21 tháng 5 năm 2023, trong khuôn khổ sự kiện hòa nhạc Kessoku Band Live: Kōsei, đội ngũ sản xuất đã công bố bản xem trước cho tập 12 của tác phẩm, đồng thời tiết lộ thông tin về bộ phim tổng hợp anime truyền hình sẽ ra mắt tại các rạp vào mùa xuân năm 2024. Ngày 14 tháng 10 năm 2023, nhân dịp kỷ niệm 1 năm phát sóng anime Tay rock Bocchi!, Aniplex đã công bố một áp phích và trailer mới. Đội ngũ sản xuất sau đó xác nhận hai phần phim mang tên "Re" (phần 1) và "Re:Re:" (phần 2). Ngày 24 tháng 3 năm 2024, sự kiện AnimeJapan đã giới thiệu một trailer mới cho phần "Re", cùng với bản nhạc hiệu mang tên "Tsukinami ni Kagayake" của ban nhạc Đoàn kết. Phim lần lượt ra rạp vào ngày 7 tháng 6 và ngày 9 tháng 8 năm 2024. Crunchyroll là bên chịu trách nhiệm cấp phép cả hai phần phim tại Bắc Mỹ. Mặc dù phần phim "Re" chỉ được trình chiếu tại 132 rạp chiếu phim tại Nhật Bản (số lượng rạp chiếu ít hơn so với các phim bom tấn khác), bộ phim đã đạt được thành công ngoài mong đợi của đội ngũ sản xuất. Trong 3 ngày cuối tuần từ 7 đến 9 tháng 6, phim đã thu hút 141.113 lượt xem và doanh thu phòng vé 218.478.888 JPY, đứng đầu bảng xếp hạng doanh thu và lượng khán giả cuối tuần. Để phục vụ cho việc ra mắt bộ phim, Anime Expo đã tổ chức một buổi hội thảo đặc biệt của Tay rock Bocchi! với sự tham gia của đạo diễn Saitō Keiichirō và diễn viên lồng tiếng Aoyama Yoshino vào ngày 5 tháng 7 năm 2024 tại JW Marriott với những thông tin về hậu trường tác phẩm.

## Phân tích
Theo Inaka Kaeru của Real Sound, ngoài việc giữ nguyên nét dễ thương chibi của manga, anime từ tập 2 trở đi đã có sự khác biệt lớn so với tuyến truyện đời thường của Manga Time Kirara, đồng thời thể hiện rõ nét cá tính riêng của tác phẩm. Anime đã khai thác triệt để khoảng trống giữa các khung tranh trong nguyên tác để phát triển nội dung và cách trình bày. Một mặt, phim sử dụng các biểu cảm manga đặc trưng để thể hiện sự đa dạng trong biểu cảm của một cô gái hướng nội với trí tưởng tượng phong phú. Mặt khác, phim cũng khẳng định thế mạnh của CloverWorks trong việc theo đuổi tính chân thực và mượt mà trong chuyển động. Các phân cảnh live-action trong phim còn thể hiện mong muốn phá vỡ khuôn khổ anime truyền thống và tạo nên một phong cách độc đáo, kết hợp hài hòa với sự chân thực.
Cây viết Nick Creamer từ Crunchyroll News nhận định Tay rock Bocchi! đã vận dụng lý thuyết hình thù để biến đổi cả nhân vật và thế giới xung quanh họ, nhằm thể hiện rõ nét hơn cảm xúc của các nhân vật.  Trong phân cảnh Hitori thể hiện sự lo lắng, "lời thoại của cô bé đã truyền tải trọn vẹn cảm xúc ấy". Bộ phim còn tiến xa hơn bằng việc biến Hitori thành những hình dạng như chính hiện thân của sự lo âu đang bủa vây cô. Trong tập 4, chỉ một gợi ý hờ hững về việc tạo hồ sơ mạng xã hội đã khiến Hitori lo lắng đến mức vỡ tan thành một mớ mảnh tam giác góc cảnh đang run rẩy. Hình ảnh rung động lởm chởm này giúp người xem cảm nhận rõ ràng sự lo lắng tột độ của Hitori, như thể những biến dạng đó đang xảy ra trong chính cơ thể họ. Khi được khen ngợi, Hitori "tan chảy" thành một khối mềm mại, vô định, tượng trưng cho sự thoải mái và an toàn. Hình ảnh "Hitori không xương" xuất hiện khi cô hoàn toàn buông xuôi hay đang vô cùng hạnh phúc. Những hình dạng trên gợi lên ấn tượng tự nhiên về sự "mềm mại và dễ uốn nắn", phù hợp với những khoảnh khắc Hitori chìm đắm trong cảm xúc tích cực lẫn tiêu cực. Khi Hitori chìm trong lo âu, những nếp gấp trên áo khoác của cô "tựa như mạng nhện được dệt nên từ những đường nét mỏng manh". Sự tỉ mỉ và phức tạp của chúng vừa thể hiện sự rối bời trong tâm hồn Hitori, vừa tạo nên chủ nghĩa hiện thực, giúp thu hẹp khung hình máy quay, từ đó khiến người xem dễ dàng đồng cảm với cô hơn. Ngược lại, những tưởng tượng hoang dã của Hitori được thể hiện qua những nét vẽ dày dặn, mạnh mẽ, "hệt như sự hân hoan cuồng nhiệt" trong tâm trí cô. Bộ phim sử dụng linh hoạt các công cụ thiết kế và phong cách mỹ thuật hoàn chỉnh để truyền tải cảm xúc của các nhân vật một cách hiệu quả nhất. Để thể hiện đời sống tưởng tượng xa hoa nhưng thiếu suy nghĩ của Hitori, tác phẩm chuyển sang phong cách vẽ trẻ con với bút chì màu. Đối với phân cảnh tái hiện một bộ phim kaiju cũ, tác phẩm sử dụng tông màu đen trắng hoàn toàn và loại bỏ hiệu ứng đổ bóng hiện đại, thay vào đó là sử dụng kỹ thuật nét chéo chi tiết, gợi lên phong cách u ám của những năm 50. Tay rock Bocchi! khẳng định rằng "kịch tính và cảm xúc không chỉ đến từ cốt truyện mà còn có thể được truyền tải qua những lựa chọn thiết kế nghệ thuật tinh tế". Bộ phim hiểu rõ sức mạnh của nghệ thuật trong việc phản ánh nội tâm nhân vật, từ đó "nâng tầm mọi khoảnh khắc trong cuộc sống đầy căng thẳng của Hitori".
Nhà văn Naledi Ramphele của Game Rant phân tích rằng Tay rock Bocchi! sử dụng hình ảnh để tăng thêm chiều sâu cho câu chuyện và các sự kiện diễn ra. Việc tác phẩm tiếp cận nhiếp ảnh và sử dụng các góc máy "camera" khác nhau đã tạo ra hiệu ứng có giá trị thẩm mỹ và theo ngữ cảnh. Bộ phim sử dụng các cảnh quay toàn cảnh góc rộng để truyền tải cảm giác cô đơn và xa cách của nhân vật chính Hitori so với những người xung quanh. Đội ngũ sản xuất áp dụng kỹ thuật quay phim này xuyên suốt bộ phim, đồng thời thể hiện qua nhiều cách khác nhau. Thông thường, máy quay sẽ nằm nghiêng về phía sau Hitori, thu toàn bộ khung hình của cô bé cùng với phản ứng của những người xung quanh. Ngoài ra, phim còn sử dụng góc quay từ "phối cảnh" của các vật thể trong vùng lân cận Hitori, hoặc từ những góc phòng tạo cảm giác "đẳng cự" cho một số khoảnh khắc. Để tăng thêm hiệu quả biểu cảm, tác phẩm thường xuyên sử dụng góc quay thứ ba kết hợp góc máy thấp cho các phân cảnh xoay quanh Hitori. Cách thức này góp phần khuếch đại yếu tố đe dọa trong những tình huống xã hội mà Hitori gặp phải, ngoài ra còn giúp người xem dễ dàng đồng cảm với tâm trạng của Hitori ở từng phân cảnh. Một trong những thử nghiệm táo bạo ở phần hoạt họa của bộ phim là yếu tố hài kịch. Tay rock Bocchi! đã khai thác yếu tố hài kịch từ chính chứng lo âu xã hội của nhân vật chính. Bên cạnh đó, việc phim sử dụng các góc quay và phối cảnh đa dạng giúp phô diễn thế giới phong phú và sinh động của các nhân vật, đồng thời mang đến cảm giác chân thực, đặc biệt là đối với các bối cảnh nội thất như quán bar Starry. Mỗi khung hình tĩnh trong phim đều chứa đựng một lượng thông tin hình ảnh đáng kể, thông qua sự sắp xếp cẩn thận và mang tính nghệ thuật cao. Để tập trung vào chuyển động uyển chuyển của các nhân vật chính trên sân khấu, tác phẩm đã hy sinh một phần chuyển động của các nhân vật phụ.

## Quảng bá
Ei Tanaka (nhà sản xuất quảng bá cho anime Kaguya-sama: Cuộc chiến tỏ tình) từ Aniplex đảm nhiệm vai trò nhà sản xuất quảng bá cho Tay rock Bocchi!. Chiến dịch quảng bá cho tác phẩm hạn chế tối đa thông tin và tiếp xúc với truyền thông cho đến sát ngày phát sóng. Sau khi ra mắt trailer và visual chính vào tháng 12 năm 2021, nhà sản xuất đã giữ im lặng hoàn toàn trong suốt 1 năm, không công bố bất kỳ trailer nào khác cho đến 1 tháng trước khi phát sóng chính thức. Đối với trailer thứ 2 và thứ 3, đơn vị phân phối lựa chọn thời điểm phát hành sau tập 5 và tập cuối. Điều này nhằm hạn chế tối đa việc tiết lộ nội dung cốt truyện và nhạc phim.
Về ý đồ của chiến dịch quảng bá, Tanaka chia sẻ: "Để tạo bất ngờ cho từng tập, chúng tôi đã cố gắng hạn chế tiết lộ thông tin về nhạc phim trước khi phát sóng". Mặc dù xu hướng tại thời điểm Tay rock Bocchi! ra mắt là xem phim trực tuyến, nhưng chiến dịch quảng bá của tác phẩm vẫn tập trung vào việc tạo cảm giác hồi hộp, không thể đoán trước được điều gì sẽ xảy ra nếu không xem trực tiếp. Thay vì tập trung quảng bá trước, anime đã tích cực đăng tải meme trên Twitter chính thức sau khi phát sóng, đồng thời phát hành nhạc phim và video lời bài hát trên YouTube chính thức của Aniplex ngay sau khi tập phim sử dụng bài hát lên sóng lần đầu tiên. Nhờ vậy, tác phẩm đã tạo dựng một môi trường dễ dàng thu hút sự chú ý từ phía người xem. Bộ phận quảng bá của Aniplex phải đối mặt với thách thức khi nhiều bộ anime đình đám ra mắt cùng lúc với Tay rock Bocchi!. Tuy nhiên, vì nhận thấy tiềm năng của bộ phim, Tanaka đã mặc kệ các tác phẩm khác trong chiến dịch của mình. Sau khi phát sóng, ông chia sẻ trong một bài phỏng vấn: "Dù chiến dịch đã đạt kết quả tốt đẹp, việc hạn chế thông tin trước khi lên sóng vẫn là một nước đi mạo hiểm".
Để kỷ niệm ngày ra mắt đĩa đơn "Seishun Complex", Tower Records đã tổ chức chiến dịch hợp tác mang tên "Bocchi the Rock! x Tower Records". Chiến dịch bao gồm các hoạt động như trưng bày áp phích hợp tác và phát hành hóa đơn đặc biệt. Trước chiến dịch, Tower Records chi nhánh Shibuya đã tổ chức buổi chiếu sớm tập 1 và 2 loạt anime với sự tham gia của khách mời Aoyama, song song với chương trình hợp tác diễn ra tại Tower Records Cafe. Nhân dịp phát hành đĩa đơn "Hikari no Naka e" vào ngày 23 tháng 5 năm 2023, một chiến dịch đặc biệt đã diễn ra dưới hình thức phát hành hóa đơn độc nhất và các ưu đãi khác từ phía cửa hàng trực tuyến. Từ ngày 1 đến 24 tháng 12 năm 2022, bộ phim đã tổ chức các hoạt động hợp tác với chuỗi cửa hàng hamburger Freshness Burger tại chi nhánh Shimokitazawa. Nhân vật Hitori do Aoyama Yoshino thủ vai trong chương trình web radio Bocchi the Radio! đã nhiều lần đề cập đến việc cô yêu thích món Spam Burger của chuỗi cửa hàng Freshness Burger, những chia sẻ của cô đã dẫn đến hàng loạt phản hồi và email liên quan. Trong tập 11 của chương trình phát thanh, Saito Kentaro (giám đốc điều hành của Freshness Burger) đã đưa ra thông báo hợp tác chính thức giữa hai bên. Trong thời gian diễn ra sự kiện hợp tác, vào ngày 11 tháng 12, nữ diễn viên lồng tiếng đã tham gia hoạt động quản lý cửa hàng trong vòng một ngày.
Ngày 23 tháng 4 năm 2023, Aniplex đã tổ chức sự kiện trò chuyện và buổi diễn trực tiếp nhỏ của tựa anime tại Hội trường Hòa nhạc Ngoài trời Hibiya. Sự kiện có sự tham gia của bốn diễn viên lồng tiếng cho ban nhạc Đoàn kết. Trước đó, phía đơn vị phân phối đã đính kèm giấy ưu tiên mua vé tham dự sự kiện trong Blu-ray và DVD tập 1 của bộ phim. Tuy nhiên, do lượng BD bán chạy hơn dự kiến, dẫn đến việc hết hàng sớm, ban tổ chức đã quyết định gia hạn thời gian đăng ký mua vé. Ngày 23 tháng 7 năm 2023, trong khuôn khổ chương trình Super Akiba Stage thuộc "AFA Creators Super Fest Singapore 2023" diễn ra tại HALL 5, Singapore Expo, nghệ sĩ guitar Mitsui Ritsuo đã tham gia một buổi thảo luận chuyên đề về quá trình sản xuất âm nhạc cho bộ phim. Ngày 15 tháng 2 năm 2025, hãng Aniplex đã công bố mùa thứ 2 của tác phẩm, song song với loạt teaser và visual quảng bá.

## Phát hành

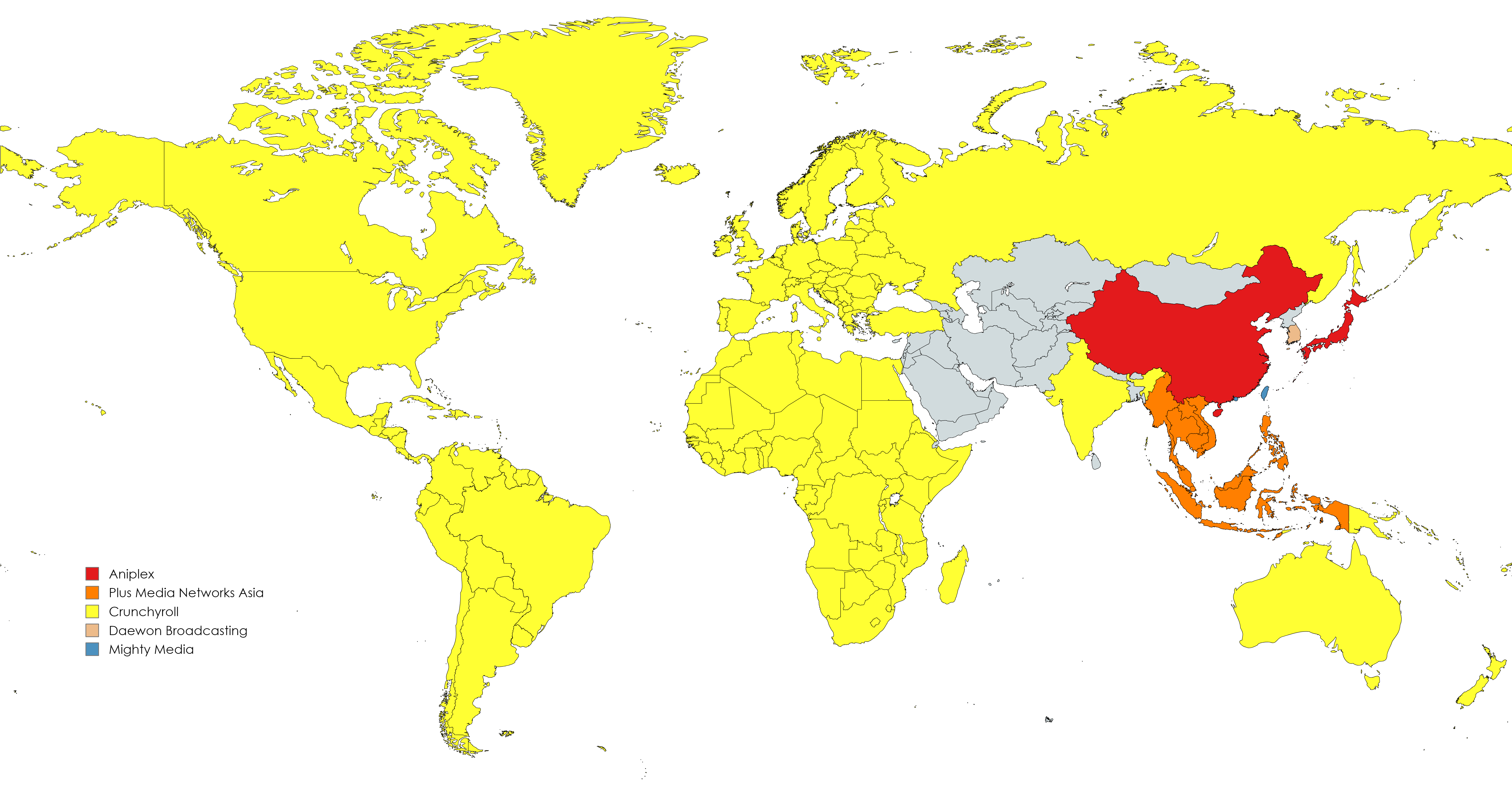
Bản đồ các quốc gia và vùng lãnh thổ đã phát hành tác phẩm theo đơn vị phân phối.

Tại thị trường Nhật Bản, các tập phim mới lên sóng sớm nhất trên các kênh truyền hình Tokyo MX, Tochigi TV, Gunma TV, và BS11 vào lúc 24h00 từ ngày 8 tháng 10 năm 2022. Các kênh khác như MRT bắt đầu phát sóng vào lúc 25h28, MBS TV vào 27h08, AT-X vào 22h30 ngày hôm sau, và RKB vào 27h00 ngày 13 tháng 10. Đối với hình thức truyền phát, phía ABEMA sẽ phát cùng thời điểm với Tokyo MX. Trong khi đó, các dịch vụ trả phí bao gồm Netflix, Amazon Prime Video, Hulu, niconico Live và một số nền tảng khác bắt đầu phát hành tập mới từ ngày 11 tháng 10. Cuối cùng, TELASA, J:COM, milplus, và au Smartpass phát sóng từ 27h00 ngày 13 tháng 10. Xuất thân từ tỉnh Miyazaki, tác giả Hamaji Aki đã chia sẻ rằng việc Tay rock Bocchi! được lên sóng trên MRT là nhờ sự giúp đỡ của một "ông lớn" trong ngành công nghiệp anime.
Ngoài thị trường nội địa, Aniplex còn giữ vai trò phân phối tác phẩm trên trang web bilibili ở Trung Quốc đại lục. Trong khi đó, Crunchyroll chịu trách nhiệm phát hành bộ anime cho các quốc gia nằm ngoài châu Á và thị trường Ấn Độ. Tại khu vực Đông Nam Á, Plus Media Networks Asia đảm nhận vị trí cấp phép, đồng thời phát sóng tác phẩm trên kênh truyền hình Aniplus Asia từ 24h30 ngày 9 tháng 10 năm 2022, song song với các nền tảng trực tuyến bao gồm bilibili, Netflix và Laftel. Đối với thị trường Hàn Quốc, Daewon Broadcasting là đơn vị chịu trách nhiệm lên sóng bộ phim trên các kênh Who và Champ TV từ 12h00 CH ngày 15 tháng 10 năm 2022, sáu ngày sau khi công chiếu tại Nhật Bản. Từ ngày ngày 1 tháng 5 năm 2023, phía công ty hoạt hình chính thức cung cấp dịch vụ truyền phát tác phẩm trên Watcha, Laftel, Wavve và TVING. Tại Đài Loan, Mighty Media đã cấp phép phát trực tuyến cho bộ phim trên các nền tảng CHT MOD, Bahamut, KKTV, friDayVideo, myVideo và iQIYI.
Aniplex đã phát hành các tập phim dưới dạng 6 băng Blu-ray và DVD biên soạn từ tháng 12 năm 2022 đến tháng 5 năm 2023. Phiên bản giới hạn của mỗi đĩa cung cấp hình minh họa bìa áo do Kerorira phác họa, một đĩa CD bổ sung, một tờ rơi đặc biệt và một hình dán minh họa kết thúc. Theo đó, phía đội ngũ sản xuất đã đính kèm vào tập 3 một đĩa CD chứa ba bản nhạc không lời, bài hát "Guitar to Kodoku to Aoihoshi" phiên bản anime cùng với video lời bài hát. Tương tự, tập 4 lựa chọn ca khúc "Ano Band", trong khi tập 5 là bài hát "Watashi Dake Yuurei". Tập 6 nằm trong loạt băng đĩa đã bổ sung đoạn tư liệu quảng bá Terebi anime "Bocchi za Rokku!" reidō kikkaku "Gīta Hīrō e no michi" phần 2. Bên cạnh những nội dung cơ bản của công ty Aniplex, các cửa hàng đầu ra còn cung cấp thêm những đặc quyền riêng biệt dành cho người mua BD. Tại thị trường Bắc Mỹ, Crunchyroll chính thức cho ra mắt phiên bản Blu-ray mùa hoàn chỉnh vào ngày 30 tháng 1 năm 2023. Bản phát hành đã bổ sung các tính năng như bài hát mở đầu và kết thúc không lời, video quảng bá, đoạn giới thiệu và bản xem trước tập phim.

## Đón nhận

### Phổ biến

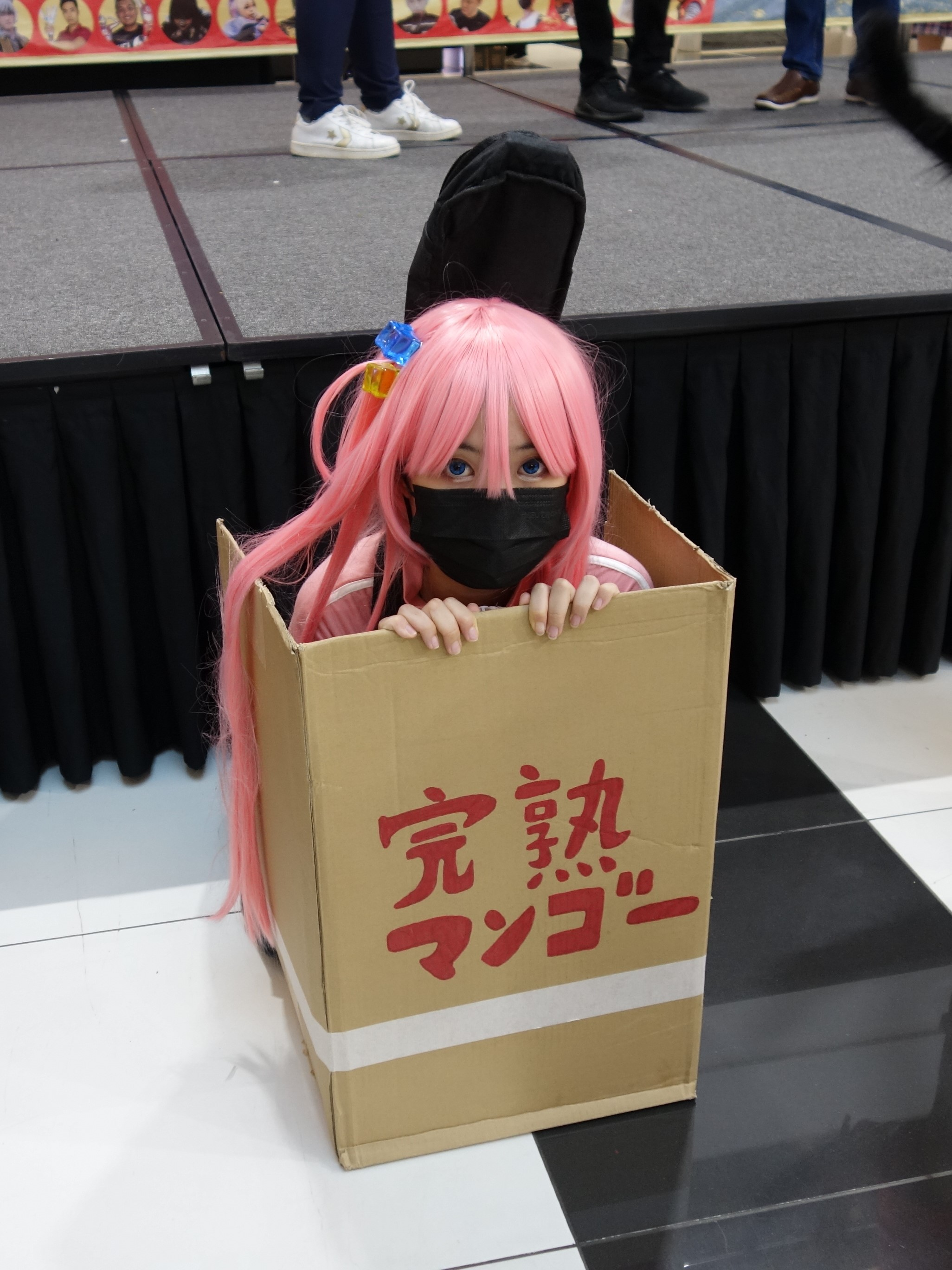
Cosplay nhân vật chính Gotō Hitori tại sự kiện Cosplay Mega Gathering 2.0 diễn ra ở Malaysia.

Dù không được khán giả mong đợi nhiều bằng những loạt anime khác đã ra mắt cùng thời điểm, như Thợ săn quỷ hay Chiến sĩ cơ động Gundam: Pháp sư đến từ sao Thủy, nhưng tác phẩm đã dần thu hút lượng người xem lớn hơn nhờ những clip nổi tiếng được lan truyền trên mạng. Cơn sốt của bộ anime đã dẫn đến nhu cầu bùng nổ về nhạc cụ, đặc biệt là guitar. Ngay sau khi tác phẩm kết thúc, các cửa hàng nhạc cụ ghi nhận doanh số bán guitar tăng đột biến. Các mẫu đàn do các nhân vật sử dụng, như Gibson Les Paul và Yamaha Pacifica của Hitori, nhanh chóng hết hàng và không có ngày bổ sung cụ thể.
Khu phố Shimokitazawa, và đặc biệt là livehouse Shelter đã thu hút lượng lớn du khách "hành hương otaku" đến thăm. Tuy nhiên, điều này cũng gây ra những lo ngại cho ban quản lý vì một số du khách có hành vi quá khích như cố gắng xem các buổi diễn trực tiếp miễn phí. Shelter đã lắp đặt biển hiệu bằng tiếng Anh, Nhật và Hàn yêu cầu du khách không xuống cầu thang dẫn đến lối vào phụ mang tính biểu tượng của quán. Trang web chính thức của bộ phim cũng đăng tải lời nhắc nhở người hâm mộ cư xử văn minh và lịch sự khi đến thăm các địa điểm này, đồng thời ủng hộ các buổi biểu diễn có thu phí. Bất chấp một số rắc rối, thị trấn đã tận dụng sức hút của Tay rock Bocchi! để quảng bá cho Shimokitazawa. Chính quyền địa phương bổ nhiệm ban nhạc Đoàn kết làm đại sứ chính thức cho Lễ hội Cà ri Shimokitazawa năm 2023. Tại lễ hội, các quán ăn quanh Shimokitazawa sẽ cung cấp nhiều thực đơn cà ri và tổ chức chương trình "sưu tập tem". Du khách mua sắm sẽ nhận được tem và có thể đổi tem lấy quà lưu niệm, bao gồm cả những món đồ sử dụng hình ảnh của ban nhạc Đoàn kết.
Doanh số Blu-ray và DVD của bộ phim đạt lần lượt đạt 14.821 và 1.972 bản trong tuần đầu tiên phát hành tập 1, đồng thời xếp thứ hai về doanh số Blu-ray bán chạy nhất trong tuần. Tập 2 tiếp tục ghi nhận 16.205 bản Blu-ray và 1.414 bản DVD trong tuần đầu tiên ra mắt. Tập 3 bán ra 17.856 Blu-ray và 1.535 DVD, còn tập 4 đạt 17.196 Blu-ray và 1.451 DVD trong doanh số tuần đầu tiên. Album Kessoku Band đã bán ra 36.530 bản trong ngày ra mắt. Con số này tiếp tục tăng lên 72.533 bản trong tuần đầu tiên, giúp album vươn lên vị trí dẫn đầu bảng xếp hạng Oricon và Billboard Japan cho hạng mục album đứng đầu tuần. Album tiếp tục giữ vững vị trí trong top 10 album bán chạy hàng tuần trong một thời gian dài. Hiệp hội Công nghiệp Thu âm Nhật Bản (RIAJ) đã trao tặng chứng nhận vàng sau khi album đạt hơn 100.000 lượt bán đĩa vào tháng 1 năm 2023. Ngoài ra, RIAJ còn chứng nhận vàng ca khúc chủ đề mở đầu "Seishun Complex" nhờ thành tích 50 triệu lượt nghe của bài hát trên các nền tảng trực tuyến vào tháng 11 năm 2023. Tháng 6 năm 2023, phía hiệp hội xác nhận "Kessoku Band" đã đạt tiêu chuẩn dành cho chứng nhận bạch kim với doanh số 250.000 bản xuất xưởng.
Theo cây viết Tomonori Shiba của Nikkei Marketing Journal, chiến lược phát hành nhạc phim anime song song với thời điểm phát sóng bộ phim trên các nền tảng trực tuyến đã mang lại hiệu quả trong việc thu hút sự chú ý của khán giả. Nhờ vào sự phổ biến của các video âm nhạc, tác phẩm không chỉ tiếp cận được với cộng đồng người hâm mộ vốn có mà còn lan tỏa đến đối tượng khán giả mới – những người "lần đầu tiên biết đến anime qua những bài hát nổi tiếng". Phân tích về mức độ phổ biến của Tay rock Bocchi!, nhà văn Shinichiro Wada từ trang Mikiki cho rằng một trong những lý do chính cho sự thành công của tác phẩm chính là sự tôn vinh đối với nền âm nhạc rock của Nhật Bản. Đầu tiên, tên của các nhân vật chính trong phim được lấy cảm hứng từ tên của các thành viên ban nhạc Asian Kung-Fu Generation. Thêm vào đó, bìa chương truyện của manga gốc cũng được lấy cảm hứng từ video âm nhạc của các ban nhạc rock Nhật Bản như Asian Kung-Fu Generation, Frederic, CreepHyp, và Unison Square Garden. Nhờ đó, tác phẩm đã thu hút được một lượng lớn người hâm mộ, đặc biệt là với những ai đam mê âm nhạc.

### Đánh giá chuyên môn

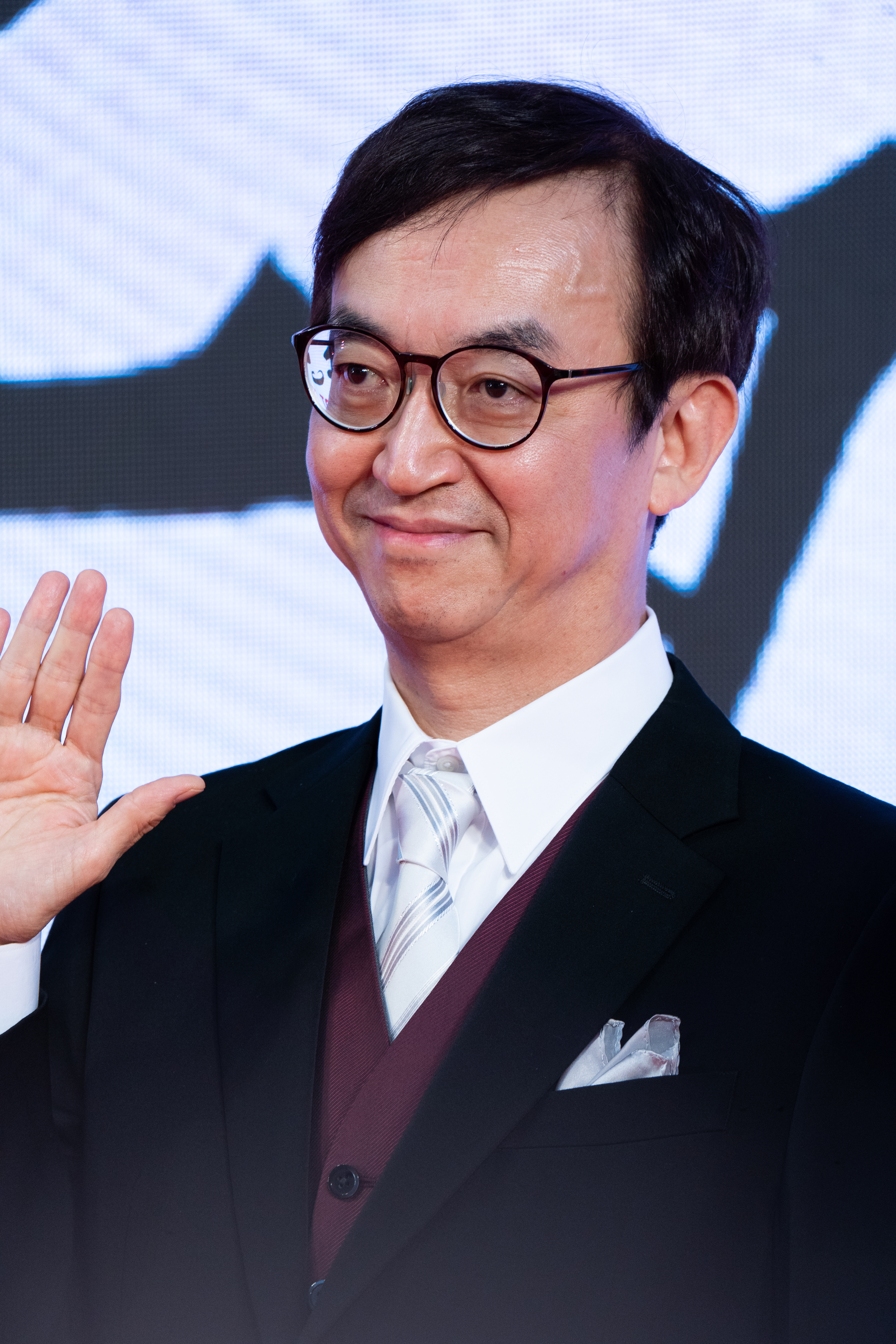
Hikawa Ryūsuke – một trong số những nhà phê bình đã dành lời khen ngợi cho Tay rock Bocchi!

Nhà phê bình Yoruno từ Real Sound nhận định rằng điểm nhấn khiến tác phẩm trở nên thú vị chính là phần "âm nhạc và ban nhạc truyền tải sự chân thực bằng những nét tinh tế". Tác phẩm đi sâu khắc họa những "sự thật về nhạc sĩ" một cách dễ hiểu và gần gũi. Bộ phim đề cập đến chi phí đắt đỏ cho việc theo đuổi âm nhạc, bên cạnh những khoảnh khắc nhìn lại bản thân khi chiêm ngưỡng màn trình diễn trưởng thành của các ban nhạc đàn anh. Cây viết Ryūsuke Hikawa của Kanagawa Shimbun cho rằng nhờ sự sáng tạo độc đáo, bộ phim đã truyền tải một cách sống động những cảm xúc hỗn độn của tuổi trẻ, và tạo nên sức hút khó cưỡng. Theo ông, tác phẩm đã khéo léo sử dụng hình ảnh để truyền tải cảm xúc của nhân vật, từ nét vẽ nguệch ngoạc thể hiện sự bối rối, lo lắng, đến những phân cảnh trình diễn mãn nhãn đồng điệu với âm nhạc. Bên cạnh đó, hình ảnh nhân vật chính cô đơn tìm thấy chỗ đứng trong cộng đồng bên ngoài thông qua âm nhạc là nguồn cảm hứng mạnh mẽ cho khán giả. Ryūsuke kết luận Tay rock Bocchi! là một tác phẩm đánh thức ngọn lửa đam mê ẩn sâu trong tâm hồn người xem. Trên trang Twitter cá nhân, đạo diễn Ishitani Megumi đã bày tỏ sự yêu thích của bà dành cho bộ phim vì sự xuất hiện của nữ chính đầy tham vọng và các phân cảnh hài hước của cô. Bà đặc biệt ấn tượng với nhân vật Hitori, đồng thời nhận xét rằng cô bé "cực kỳ hài hước". Ngoài ra, vị đạo diễn cũng đánh giá cao "ý chí mãnh liệt muốn tạo ra những màn ảnh thú vị và hấp dẫn" từ đội ngũ sản xuất tác phẩm.
Nhà văn Rafael Motamayor của IGN cho Tay rock Bocchi! 9/10 điểm, nhận xét bộ phim khai thác chủ đề lo lắng một cách "sâu sắc nhưng không quá bi quan hay tàn nhẫn", đồng thời tập trung vào "hành trình nỗ lực không ngừng nghỉ của Bocchi để vượt qua nỗi lo lắng, dù cô có vụng về đến đâu. Từ đó, người xem không chỉ "thấu hiểu khó khăn" của Hitori mà còn "dành cho cô sự đồng cảm sâu sắc", thay vì chế giễu cô. Khác với Komi không thể giao tiếp, bộ phim không hạ thấp nhân vật chính để tạo tiếng cười. Thay vào đó, phim sử dụng tính cách ngại ngùng của Hitori để tạo ra những tình huống hài hước. Tác phẩm nổi bật giữa các bộ anime mùa thu năm 2022 bởi sự sáng tạo thông qua việc kết hợp các hình thức hoạt họa như đất sét, cắt giấy, zoetrope, hay thậm chí cả cảnh quay live-action. Bên cạnh việc sở hữu những bài hát ấn tượng, bộ phim còn ghi điểm với người xem bởi "những màn trình diễn âm nhạc xuất sắc". Ngoài ra, bộ phim đã mô tả cụ thể những thử thách mà nghệ sĩ phải đối mặt trong cuộc sống. Ông kết luận Tay rock Bocchi! là một bộ phim đầy ắp những màn trình diễn âm nhạc sôi động, dàn diễn viên tài năng, và câu chuyện hài hước xoay quanh Hitori – một cô gái trẻ phải vật lộn với chứng lo âu xã hội. Cây viết Timothy Donohoo của CBR đánh giá dàn nhân vật trong phim đã trải qua quá trình phát triển tinh tế, tránh xa "hình mẫu rập khuôn thường gặp trong anime hài kịch". Thông thường, thể loại "các cô gái dễ thương làm những điều dễ thương" trong phim hài đời thường sẽ thiếu đi sự đa chiều cho nhân vật. Tuy nhiên, bộ phim đã làm ngược lại khi biến hóa từ một bộ manga hài đơn thuần thành một tác phẩm với những nhân vật và câu chuyện sống động. Ngoài ra, ông cho rằng chất lượng âm nhạc trong phim "thuộc hàng đỉnh cao", đồng thời đóng vai trò then chốt trong chiến dịch quảng bá tác phẩm. Trên trang Anime News Network, nhà phê bình Caitlin Moore cho rằng điểm đầu tiên của bộ phim làm bà ấn tượng là phần âm nhạc hoàn toàn khác biệt so với những giai điệu mang hơi hướng thần tượng, hay thanh điệu poppy thường gặp trong các tác phẩm có sự góp mặt của các nhóm nhạc nữ. Bên cạnh đó, bộ phim còn sở hữu giọng điệu hài hước châm biếm đầy lôi cuốn, kết hợp với lối viết nhân vật tránh xa tất thảy mọi dấu hiệu sến súa, để tạo nên một tác phẩm truyền hình chân thực. Mối lo âu của Hitori không chỉ là một nét tính cách dễ thương, mà còn là yếu tố giúp cô trở thành nhân vật dễ đồng cảm với những khán giả không quen thuộc với dòng nhạc indie rock. Mỗi tập phim của Tay rock Bocchi! đều sở hữu kịch bản phân cảnh thông minh và sử dụng các góc quay, khung hình độc đáo. Mặt khác, bộ phim thỉnh thoảng lại đi quá đà trong một số phân cảnh.

### Giải thưởng
| Năm  | Giải thưởng                           | Hạng mục                                              | Người nhận                                                       | Kết quả   | T.k     |
| ---- | ------------------------------------- | ----------------------------------------------------- | ---------------------------------------------------------------- | --------- | ------- |
| 2022 | Reiwa Anisong Awards                  | Giải thưởng lời bài hát                               | Higuchi Ai với "Ano band" của ban nhạc Đoàn kết                  | Đề cử     | [ 93 ]  |
| 2022 | Reiwa Anisong Awards                  | Giải thưởng biên khúc                                 | Ritsuo Mitsui với "Seishun Complex" của ban nhạc Đoàn kết        | Đề cử     | [ 93 ]  |
| 2022 | Reiwa Anisong Awards                  | Giải thưởng bài hát nhân vật                          | "Seishun Complex" của ban nhạc Đoàn kết                          | Đoạt giải | [ 93 ]  |
| 2022 | Reiwa Anisong Awards                  | Giải thưởng bài hát nhân vật                          | "Ano band" của ban nhạc Đoàn kết                                 | Đề cử     | [ 93 ]  |
| 2022 | Reiwa Anisong Awards                  | Giải thưởng bài hát nhân vật                          | "Guitar to Kodoku to Aoihoshi" của ban nhạc Đoàn kết             | Đề cử     | [ 93 ]  |
| 2023 | Anime Trending Awards lần thứ 9       | Anime của năm                                         | Tay rock Bocchi!                                                 | Đoạt giải | [ 94 ]  |
| 2023 | Anime Trending Awards lần thứ 9       | Kịch bản chuyển thể xuất sắc nhất                     | Yoshida Erika                                                    | Đoạt giải | [ 94 ]  |
| 2023 | Anime Trending Awards lần thứ 9       | Đạo diễn tập phim và kịch bản phân cảnh xuất sắc nhất | Tập 8: "Tay rock Bocchi"                                         | Đoạt giải | [ 94 ]  |
| 2023 | Anime Trending Awards lần thứ 9       | OST hay nhất                                          | Tay rock Bocchi!                                                 | Đoạt giải | [ 94 ]  |
| 2023 | Anime Trending Awards lần thứ 9       | Diễn viên lồng tiếng xuất sắc nhất                    | Aoyama Yoshino, Suzushiro Sayumi, Mizuno Saku, và Hasegawa Ikumi | Đoạt giải | [ 94 ]  |
| 2023 | Anime Trending Awards lần thứ 9       | Anime hài kịch của năm                                | Tay rock Bocchi!                                                 | Đoạt giải | [ 94 ]  |
| 2023 | Anime Trending Awards lần thứ 9       | Anime âm nhạc của năm                                 | Tay rock Bocchi!                                                 | Đoạt giải | [ 94 ]  |
| 2023 | Anime Trending Awards lần thứ 9       | Anime đời thường của năm                              | Tay rock Bocchi!                                                 | Đoạt giải | [ 94 ]  |
| 2023 | Giải thưởng AniRadi lần thứ 8         | Đài phát thanh của năm                                | Bocchi the Radio!                                                | Đoạt giải | [ 95 ]  |
| 2023 | Giải thưởng AniRadi lần thứ 8         | Đài phát thanh nữ hay nhất                            | Bocchi the Radio!                                                | Đoạt giải | [ 95 ]  |
| 2023 | Giải thưởng AniRadi lần thứ 8         | Đài phát thanh hài kịch hay nhất                      | Bocchi the Radio!                                                | Đoạt giải | [ 95 ]  |
| 2023 | Japan Expo Awards                     | Daruma cho OST hay nhất                               | Tay rock Bocchi!                                                 | Đoạt giải | [ 96 ]  |
| 2023 | Musical Instrument Stores Grand Prize | Tác phẩm khuyến nghị                                  | Tay rock Bocchi!                                                 | Đoạt giải | [ 97 ]  |
| 2023 | Musical Instrument Stores Grand Prize | Hạng mục guitar                                       | Yamaha PACIFICA611VFM                                            | Đoạt giải | [ 97 ]  |
| 2023 | Musical Instrument Stores Grand Prize | Hạng mục guitar                                       | Epiphone Les Paul Custom/Ebony                                   | Hạng 3    | [ 97 ]  |
| 2023 | Musical Instrument Stores Grand Prize | Hạng mục bass                                         | Yamaha TRB/TRBX                                                  | Hạng 2    | [ 97 ]  |
| 2023 | Giải thưởng anime Newtype lần thứ 13  | Anime truyền hình hay nhất                            | Tay rock Bocchi!                                                 | Đoạt giải | [ 98 ]  |
| 2023 | Giải thưởng anime Newtype lần thứ 13  | Nhân vật xuất sắc nhất (nữ)                           | Gotō Hitori                                                      | Hạng 3    | [ 98 ]  |
| 2023 | Giải thưởng anime Newtype lần thứ 13  | Nhân vật xuất sắc nhất (nữ)                           | Ijichi Nijika                                                    | Hạng 6    | [ 98 ]  |
| 2023 | Giải thưởng anime Newtype lần thứ 13  | Nhạc hiệu hay nhất                                    | "Seishun Complex" của ban nhạc Đoàn kết                          | Đoạt giải | [ 98 ]  |
| 2023 | Giải thưởng anime Newtype lần thứ 13  | Nhạc hiệu hay nhất                                    | "Karakara" của ban nhạc Đoàn kết                                 | Hạng 10   | [ 98 ]  |
| 2023 | Giải thưởng anime Newtype lần thứ 13  | OST hay nhất                                          | Kikuya Tomoki                                                    | Hạng 3    | [ 98 ]  |
| 2023 | Giải thưởng anime Newtype lần thứ 13  | Đạo diễn xuất sắc nhất                                | Saitō Keiichirō                                                  | Đoạt giải | [ 98 ]  |
| 2023 | Giải thưởng anime Newtype lần thứ 13  | Thiết kế nhân vật xuất sắc nhất                       | Kerorira                                                         | Hạng 2    | [ 98 ]  |
| 2023 | Giải thưởng anime Newtype lần thứ 13  | Thiết kế cơ khí xuất sắc nhất                         | Tay rock Bocchi!                                                 | Hạng 2    | [ 98 ]  |
| 2023 | Billboard Japan Music Awards          | Hot Albums                                            | Kessoku Band                                                     | Hạng 11   | [ 99 ]  |
| 2023 | Billboard Japan Music Awards          | Album được tải xuống nhiều nhất                       | Kessoku Band                                                     | Đoạt giải | [ 100 ] |
| 2023 | IGN Awards                            | Loạt anime hay nhất                                   | Tay rock Bocchi!                                                 | Á quân    | [ 101 ] |
| 2024 | Crunchyroll Anime Awards lần thứ 8    | Anime của năm                                         | Tay rock Bocchi!                                                 | Đề cử     | [ 102 ] |
| 2024 | Crunchyroll Anime Awards lần thứ 8    | Đạo diễn xuất sắc nhất                                | Saitō Keiichirō                                                  | Đề cử     | [ 102 ] |
| 2024 | Crunchyroll Anime Awards lần thứ 8    | Nhân vật chính xuất sắc nhất                          | Gotō Hitori (Bocchi)                                             | Đề cử     | [ 102 ] |
| 2024 | Crunchyroll Anime Awards lần thứ 8    | Nhân vật "phải bảo vệ bằng mọi giá"                   | Gotō Hitori (Bocchi)                                             | Đề cử     | [ 102 ] |
| 2024 | Crunchyroll Anime Awards lần thứ 8    | Loạt phim mới hay nhất                                | Tay rock Bocchi!                                                 | Đề cử     | [ 102 ] |
| 2024 | Crunchyroll Anime Awards lần thứ 8    | Phim hài kịch hay nhất                                | Tay rock Bocchi!                                                 | Đề cử     | [ 102 ] |
| 2024 | Crunchyroll Anime Awards lần thứ 8    | Phim đời thường hay nhất                              | Tay rock Bocchi!                                                 | Đoạt giải | [ 102 ] |
| 2024 | Crunchyroll Anime Awards lần thứ 8    | Nhạc phim hay nhất                                    | Kikuya Tomoki                                                    | Đề cử     | [ 102 ] |
| 2024 | Crunchyroll Anime Awards lần thứ 8    | Anison hay nhất                                       | "Seishun Complex" của ban nhạc Đoàn kết                          | Đề cử     | [ 102 ] |
| 2024 | Crunchyroll Anime Awards lần thứ 8    | Màn trình diễn VA xuất sắc nhất (tiếng Nhật)          | Aoyama Yoshino trong vai Gotō Hitori                             | Đề cử     | [ 102 ] |
| 2024 | Giải thưởng Seiyū lần thứ 18          | Giải thưởng ca hát                                    | Ban nhạc Đoàn kết                                                | Đoạt giải | [ 103 ] |
| 2024 | Giải thưởng CD Shop lần thứ 16        | Grand Prix (xanh)                                     | Kessoku Band                                                     | Đề cử     | [ 104 ] |
| 2024 | Giải thưởng CD Shop lần thứ 16        | Giải chung kết                                        | Kessoku Band                                                     | Đoạt giải | [ 104 ] |